# کومیاتی
کومیاتی (به مجاری:  Komjáti) یک منطقهٔ مسکونی در مجارستان است که در ناحیه ادلنی واقع شده‌است.